# 알렉스 도지
알렉스 다지(Alex Dodge, 1977년 11월 28일생)는 브루클린, 뉴욕을 기반으로 활동하는 미국의 예술가이다. 다지의 작품은 휘트니 미술관, 뉴욕, 뉴욕 현대미술관, 뉴욕, 뉴욕 공공도서관, 뉴욕, 보스턴 미술관, 매사추세츠, 메트로폴리탄 미술관, 뉴욕 등 많은 중요한 공공 컬렉션에 포함되어 있다.
알렉스 다지는 클라우스 폰 니히츠자겐트 갤러리와 서울의 BB&M에 소속되어 있다.

## 초기 생애
다지는 덴버, 콜로라도주에서 자랐으며 삼 형제 중 가운데였다. 형인 토모리 다지도 예술가이자 다작의 화가로, 후에 다지가 한때 디렉터로 일했던 CRG 갤러리에서 전시를 열게 된다.
성장기에 다지는 기계와 모든 종류의 기술에 대한 조기 관심을 보였으며, 종종 가전제품을 분해하고 결국 부품으로부터 자신만의 컴퓨터를 제작하기도 했다. 초기에 그의 관심사는 과학 분야, 특히 해양생물학, 해양학, 그리고 마지막으로 입자물리학과 우주론에 집중되었다. 고등학교 시절 다지는 자신의 수학 능력이 제한적이며 물리학에서의 야망이 자신의 능력 범위 내에 있지 않을 수도 있다는 것을 빠르게 깨달았다. 이 시기에 그는 시각예술을 진지하게 고려하기 시작했다.

## 교육
```
고등학교 시절 다지는 당시 새로 설립된 예술 
자석학교
인 
덴버 스쿨 오브 아츠
의 초기 학생 중 한 명이었다. 다지는 
로드아일랜드 디자인 스쿨
에서 
회화
를 전공하며 2001년에 졸업했다
[
12
]
.
```

뉴욕에서 8년간 예술가로 활동한 후, 다지는 자신의 예술적 과정에서 더 큰 기술적 기술과 이해가 필요하다는 것을 깨달았다. 2009년에 MIT의 미디어 랩과 뉴욕 대학교의 ITP에 지원했다. 다지는 2010년부터 2012년까지 ITP에 재학하며 이 기간 동안 "Kioku: A Semantic Indexing and Exploration Interface for Digital Images"라는 제목의 논문 작업을 완성했다.

## 작품
다지의 작품은 다양한 정도의 미묘함으로 기술과 인간 경험 사이의 관계를 탐구해왔다. 수중 수영장을 묘사한 일련의 작품에서 그는 수영장 구조의 픽셀과 같은 타일 표면 형태의 현실의 정량화 가능하거나 디지털적 표현과 그 위 수면의 혼란스럽고 측정 불가능해 보이는 제스처적 반사를 대조시킨다고 설명한다.
같은 제목의 가츠시카 호쿠사이의 작품을 바탕으로 한 『The Adonis Plant』와 같은 다른 작품에서 다지는 인간-안드로이드 하이브리드의 3D 모델을 만들어 호쿠사이의 유명한 우키요에 춘화의 구성을 따라 2차원 구성을 만들었다. 다지 버전의 두 인물의 열정적인 포옹에서 남성기는 복잡하게 얽힌 케이블과 전선 다발로 대체되었고, 두 인물의 반투명한 피부는 부분적으로 침식되어 아래의 기계화된 골격을 드러내고 있다.
다지의 작품 대부분은 3D 모델링과 컴퓨터 생성 이미지와 같은 디지털 과정을 사용하지만, 종종 역사적인 예술 제작 기법과 과정을 통해 물리적으로 매개된다.
2008년 클라우스 폰 니히츠자겐트 갤러리에서의 두 번째 개인전은 Artforum에서 리뷰되었으며, 예술가이자 게임 디자이너인 다카하시 게이타가 제작한 비디오 게임 괴혼에서 영감을 받은 회화들이 포함되었다. 다지와 다카하시는 나중에 친구가 되어 Souponuts라는 프로젝트에서 함께 작업하게 된다.
다지는 2005년 브루클린의 미술 프린트 출판사인 Fourth Estate와 함께 판화 에디션 출판을 시작했다. 그의 판화는 많은 개인 컬렉션과 박물관에 수집되며 초기 성공을 거두었다.

## 주요 전시
2024년
- A Way With Words: Part I, 마키 파인 아트, 도쿄, 일본
- A Way With Words: Part II, 츠타야 긴자 아트리움, 도쿄, 일본

2023년
- 악마가 출몰하는 세계, Klaus von Nichtssagend, 뉴욕, 뉴욕
- 퍼스널 데이, BB&M, 서울, 대한민국

2022년
- 우리는 수많은 것을 담고 있다: 알렉스 도지 & 톰 라듀크, 마일스 맥에너리 갤러리, 뉴욕

2021년
- 마키 파인 아트, 도쿄, 일본

2020년
- 클라우스 폰 니히트사겐트, 뉴욕, 뉴욕

2019년
- 정보의 트라우마, 마키 파인 아트, 도쿄, 일본

2018년
- 내 귀에 속삭이고 부드럽게 말해줘, Klaus von Nichtssagend, 뉴욕, 뉴욕

2017년
- 거짓말의 무오류성, 홀시 맥케이 갤러리, 이스트햄튼, 뉴욕

2016년
- “사랑은 실패할 수 있지만 예의는 승리할 것입니다”, Klaus von Nichtssagend, 뉴욕, 뉴욕

2014년
- Artists@Grinnell, Bucksbaum Center for the Arts, Grinnell College, Grinnell, IA

2013년
- "선과 형태", 아트뱅크 컬렉션, 미국 국무부, 워싱턴 D.C.

2012년
- "암호학: 앨런 튜링을 위한 전시회", 스펜서 박물관, 캔자스

2010년
- "Generative", Klaus von Nichtssagend, 브루클린, 뉴욕
- "현대 프린트", CRG 갤러리, 뉴욕 현대 프린트, CRG 갤러리, 뉴욕
- "기본 국가 네트워크", 모건 리먼 갤러리, 뉴욕

2009년
- "포스 에스테이트 에디션", 로드아일랜드 디자인 스쿨 기념관 갤러리, RI
- "We're All Gonna Die", 론 키슨 큐레이터, 뉴욕 35번지
- "휴먼 네이처 머신", 원더랜드 아트 스페이스, 코펜하겐, 덴마크
- "휴먼 크레이터", BRIC 로툰다 갤러리, 뉴욕
- "숨겨진 소음으로", David Krut Projects, 뉴욕

2008년
- "지능형 디자인", Klaus von Nichtssagend, 브루클린, 뉴욕
- "기억에 남는 환상을 넘어", EFA 프로젝트 스페이스, 뉴욕

2006년
- "가장 아름다운 꿈", Klaus von Nichtssagend, 브루클린, 뉴욕
- "CRG Presents: Klaus von Nichtssagend Gallery", CRG 갤러리, 뉴욕

- "그레이터 브루클린", CRG 갤러리, 뉴욕(공동 큐레이터)

2004년
- "Multiples", Klaus von Nichtssagend, 뉴욕.

## 공공 컬렉션
- 스탠포드 대학교 시각 예술 센터, 스탠포드, 캘리포니아[20]
- Jundt 미술관, Gonzaga 대학교, 스포캔, WA[21]
- 메트로폴리탄 미술관, 뉴욕, NY[22]
- 보스턴 미술관, MA[23]
- 현대 미술관, 뉴욕, NY[24]
- 뉴욕 공공 도서관, 뉴욕, NY[25]
- 로드아일랜드 디자인 스쿨 박물관, 프로비던스, RI[21]
- 로버트 헐 플레밍 박물관, 버몬트 대학교, 버몬트주 버링턴[21]
- 스펜서 미술관, 캔자스주 로렌스[26]
- 휘트니 미술관, 뉴욕, NY[27]

## 스튜디오 외 활동

### CRG 갤러리
CRG 갤러리에서 예술가이자 동료 아트 핸들러인 글렌 발드리지와 함께 일하면서 두 사람은 "Greater Brooklyn"이라는 제목의 여름 전시회를 공동 기획했다. 이 전시는 당시 많은 비판을 받았던 PS1의 전시 "Greater New York"에 대한 응답이었다. 이 전시는 희망하는 예술가들이 이메일로 보낸 이미지만을 바탕으로 기획되었다. Greater Brooklyn은 『뉴욕 타임스』에서 리뷰되었고 여러 예술가들의 경력 시작에 도움을 주었다.
다지와 발드리지는 결국 CRG 갤러리의 공동 디렉터가 되어 젊은 예술가들과 함께 갤러리 프로그램 확장을 도왔다. 다지는 2009년 대학원 진학을 위해 갤러리에서의 직책을 떠났다.

### 브루클린 리서치
2012년 뉴욕 대학교를 졸업한 직후, 다지는 동급생인 조니 루와 에제르 롱기누스와 파트너십을 맺어 브루클린에 브루클린 리서치, 코워킹 스페이스와 기술 컨설팅 회사를 설립했다. 이 공간은 빠르게 확장되어 오라일리 미디어의 Atlas 그룹과 여러 독립 연구자들의 거점이 되었다. 다지, 루, 롱기누스가 이끄는 컨설팅 회사는 뉴에라, 버라이즌, 타겟, 헬무트 랑, 삼성 등의 고객을 위한 프로젝트를 완료했다.

## 참고문헌
1. ↑  “The Whitney Museum of American Art: All Artists”. 《whitney.org》. The Whitney Museum of American Art. 2014년 6월 25일에 원본 문서에서 보존된 문서. 2014년 7월 9일에 확인함.
2. ↑  “MoMA, The Collection, Alex Dodge (American, born 1977)”. 《moma.org》. The Museum of Modern Art. 2014년 7월 9일에 확인함.
3. ↑  “Everything appears as it is, infinite - Wallach Prints and Photos”. 《nypl.org》. The New York Public Library. 2014년 7월 9일에 확인함.
4. ↑  “The Hidden Power of Everyday Things, Museum of Fine Arts, Boston”. 《mfa.org》. The Museum of Fine Arts, Boston. 2014년 7월 9일에 확인함.
5. ↑  “Alex Dodge, "Everything appears as it is, infinite", The Metropolitan Museum of Art”. 《metmuseum.org》. The Metropolitan Museum of Art. 2014년 7월 9일에 확인함.
6. ↑  “Artists - Klaus von Nichtssagend Gallery”. 《klausgallery.com》. Klaus von Nichtssagend Gallery. 2014년 7월 10일에 확인함.
7. ↑  “Alex Dodge”. 《BB&M | CONTEMPORARY ART GALLERY》 (영어). 2024년 9월 22일에 확인함.
8. 1 2 3 4  Baubusya, Kritika (April 2011). “If technology is human”. 《Art4d》 (190): 88–95. 2014년 7월 14일에 원본 문서에서 보존된 문서.
9. ↑  Belcove, Julie L. (September 2012). “ART SHOW: TOMORY DODGE”. 《Elle Decor》: 136–137.
10. ↑  “Tomory Dodge - CRG Gallery”. 《crggallery.com》. CRG Gallery. 2014년 7월 10일에 확인함.
11. ↑  Davis, Ben. “Designer Dreams”. 《artnet.com》. Artnet. 2014년 7월 10일에 확인함.
12. ↑  “Alex Dodge - Artists - Klaus von Nichtssagend Gallery”. 《klausgallery.com》. Klaus von Nichtssagend Gallery. 2014년 7월 14일에 원본 문서에서 보존된 문서. 2014년 7월 10일에 확인함.
13. ↑  Alex, Dodge. “Grad School”. 《blog.alexdodge.com》. Alex Dodge. 2014년 7월 14일에 원본 문서에서 보존된 문서. 2014년 7월 10일에 확인함.
14. ↑  “Thesis - Kioku”. 《blog.alexdodge.com》. Alex Dodge. 2014년 7월 14일에 원본 문서에서 보존된 문서. 2014년 7월 10일에 확인함.
15. ↑  “ITP 2012 Thesis - Alex Dodge”. 《itp.nyu.edu》. Interactive Telecommunications Program. 2014년 7월 10일에 확인함.
16. 1 2  Emmons, Amze. “Alex Dodge - PRINTERESTING”. 《printeresting.org》. Printeresting. 2014년 7월 10일에 확인함.
17. ↑  《Forbidden Images – Erotic art from Japan's Edo Period (in Finnish)》. Helsinki, Finland: Helsinki City Art Museum. 2002. 23–28쪽. ISBN 951-8965-53-6.
18. ↑  Tillman, R.L. “Alex Dodge”. 《printeresting.org》. Printeresting. 2014년 7월 10일에 확인함.
19. ↑  Wilson, Michael (May 2008). “Alex Dodge, Klaus von Nichtssagend”. 《Artforum》 XLVI (9): 384.
20. ↑  “Iris & B. Gerald Cantor Center for Visual Arts at Stanford University”. 《stanford.edu》. Cantor Center for Visual Arts, Stanford University. 2014년 7월 11일에 확인함.
21. 1 2 3  “Alex Dodge - Forth Estate”. 《forthestate.com》. Forth Estate. 2014년 7월 11일에 확인함.
22. ↑  “Alex Dodge, "Everything appears as it is, infinite", The Metropolitan Museum of Art”. 《metmuseum.org》. The Metropolitan Museum of Art. 2014년 7월 9일에 확인함.
23. ↑  “The Hidden Power of Everyday Things, Museum of Fine Arts, Boston”. 《mfa.org》. The Museum of Fine Arts, Boston. 2014년 7월 9일에 확인함.
24. ↑  “MoMA, The Collection, Alex Dodge (American, born 1977)”. 《moma.org》. The Museum of Modern Art. 2014년 7월 9일에 확인함.
25. ↑  “Everything appears as it is, infinite - Wallach Prints and Photos”. 《nypl.org》. The New York Public Library. 2014년 7월 9일에 확인함.
26. ↑  “Spencer Museum of Art - Collection - The Legendary Coelacanth”. 《spencerart.ku》. Spencer Museum of Art. 2014년 7월 11일에 확인함.
27. ↑  “The Whitney Museum of American Art: All Artists”. 《whitney.org》. The Whitney Museum of American Art. 2014년 6월 25일에 원본 문서에서 보존된 문서. 2014년 7월 9일에 확인함.
28. 1 2 3  Smith, Roberta (2005년 7월 8일). “Art in Review; Greater Brooklyn”. 《The New York Times》. 2014년 7월 10일에 확인함.
29. ↑  Buhmann, Stephanie (2005년 7월 1일). “Greater Brooklyn”. The Brooklyn Rail.
30. ↑  Coblentz, Cassandra (2008). 《Lyle Ashton Harris: Blow Up》. Scottsdale, AZ: Scottsdale Museum of Contemporary Art; New York, N.Y. : Gregory R. Miller & Co. 190쪽. ISBN 978-0974364896.
31. ↑  Colombo, Michael (2013년 7월 17일). “A "Make Tank" in Brooklyn”. 《makezine.com》. MAKE. 2014년 7월 10일에 확인함.
32. 1 2  Robinson, Michael; Dodge, Alex (2014년 4월 19일). “New & Innovative Businesses”. WNYM AM970 - The Michael Robinson Show.
33. ↑  “O'Reilly at Brooklyn Research”. 《brooklynresearch.org》. Brooklyn Research. 2014년 7월 14일에 원본 문서에서 보존된 문서. 2014년 7월 10일에 확인함.
34. ↑  Dale, Brady (2013년 9월 25일). “Brooklyn Research to split into nonprofit coworking and for-profit agency”. 《technical.ly》. 2014년 7월 10일에 확인함.